# Clássica de San Sebastián de 2016
A 36.ª edição da clássica ciclista Clássica de San Sebastián celebrou-se na Espanha a 30 de julho de 2016 sobre um percurso pela província de Guipúscoa com início e final em San Sebastián para um total de 220,2 km.
Fez parte do UCI WorldTour de 2016, sendo a vigésima competição do calendário de máxima categoria mundial.
A corrida foi vencida pelo corredor neerlandês Bauke Mollema da equipa Trek-Segafredo, em segundo lugar Tony Gallopin (Lotto Soudal) e em terceiro lugar Alejandro Valverde (Movistar).

## Percorrido
O percurso é similar à edição anterior, iniciando com um circuito na província de Guipúscoa e seguindo um percurso com 6 portos para finalizar sobre a cidade de San Sebastián.
| 1 | Alto Iturburu   | 1.º | 59,5  |
| 2 | Alto Jaizquíbel | 1.º | 125   |
| 3 | Alto Arkale     | 2.º | 147,8 |
| 4 | Alto Jaizquíbel | 1.º | 165,3 |
| 5 | Alto Arkale     | 2.º | 188,2 |
| 6 | Murgil Tontorra | 2.º | 212,3 |

## Equipas participantes
Tomaram parte na corrida 19 equipas: os 17 de categoria UCI ProTeam (ao ser obrigada sua participação); mais 2 de categoria Profissional Continental mediante convite da organização (Caja Rural-Seguros RGA e Cofidis, Solutions Crédits). Formando assim um pelotão de 150 ciclistas, de 8 corredores por equipa, dos que acabaram 113. As equipas participantes foram:
| Equipa                     | Cód. UCI | Categoria                | Chefe de Bichas (n.º 1) |
| -------------------------- | -------- | ------------------------ | ----------------------- |
| Orica-BikeExchange         | OBE      | UCI ProTeam              | Adam Yates              |
| Tinkoff                    | TNK      | UCI ProTeam              | Alberto Contador        |
| Movistar Team              | MOV      | UCI ProTeam              | Alejandro Valverde      |
| BMC Racing Team            | BMC      | UCI ProTeam              | Richie Porte            |
| Team Sky                   | SKY      | UCI ProTeam              | Mikel Landa             |
| Etixx-Quick Step           | EQS      | UCI ProTeam              | Daniel Martin           |
| Team Katusha               | KAT      | UCI ProTeam              | Joaquim Rodríguez       |
| FDJ                        | FDJ      | UCI ProTeam              | Arthur Vichot           |
| Astana Pro Team            | AST      | UCI ProTeam              | Luis León Sánchez       |
| Team LottoNL-Jumbo         | TLJ      | UCI ProTeam              | Steven Kruijswijk       |
| Lampre-Merida              | LAM      | UCI ProTeam              | Diego Ulissi            |
| Trek-Segafredo             | TSE      | UCI ProTeam              | Bauke Mollema           |
| Team Giant-Alpecin         | TGA      | UCI ProTeam              | Warren Barguil          |
| Cannondale-Drapac Team     | CDT      | UCI ProTeam              | Rigoberto Urán          |
| Lotto Soudal               | LTS      | UCI ProTeam              | Tony Gallopin           |
| AG2R La Mondiale           | ALM      | UCI ProTeam              | Jean-Christophe Péraud  |
| IAM Cycling                | IAM      | UCI ProTeam              | Mathias Frank           |
| Caja Rural-Seguros RGA     | CJR      | Profissional Continental | David Arroyo            |
| Cofidis, Solutions Crédits | COF      | Profissional Continental | Nicolas Edet            |

## Classificação final
- As classificações finalizaram da seguinte forma:[2]

| Posição | Ciclista           | Equipa             | Tempo           |
| ------- | ------------------ | ------------------ | --------------- |
| 1.º     | Bauke Mollema      | Trek-Segafredo     | 5 h 31 min 00 s |
| 2.º     | Tony Gallopin      | Lotto Soudal       | a 17 s          |
| 3.º     | Alejandro Valverde | Movistar           | m.t.            |
| 4.º     | Joaquim Rodríguez  | Katusha            | a 22 s          |
| 5.º     | Greg Van Avermaet  | BMC Racing         | a 34 s          |
| 6.º     | Gianluca Brambilla | Etixx-Quick Step   | m.t.            |
| 7.º     | Simon Yates        | Orica-BikeExchange | m.t.            |
| 8.º     | Tom Slagter        | Cannondale-Drapac  | m.t.            |
| 9.º     | Nicolas Roche      | Sky                | m.t.            |
| 10.º    | Dries Devenyns     | IAM                | a 37 s          |

| 11.º | Anthony Roux      | FDJ                        | a 50 s |
| 12.º | Daniel Martin     | Etixx-Quick Step           | m.t.   |
| 13.º | Tim Wellens       | Lotto Soudal               | m.t.   |
| 14.º | Ben Hermans       | BMC Racing                 | m.t.   |
| 15.º | George Bennett    | LottoNL-Jumbo              | m.t.   |
| 16.º | Adam Yates        | Orica-BikeExchange         | m.t.   |
| 17.º | Luis León Sánchez | Astana                     | m.t.   |
| 18.º | Haimar Zubeldia   | Trek-Segafredo             | m.t.   |
| 19.º | Ion Izagirre      | Movistar                   | m.t.   |
| 20.º | Nicolas Edet      | Cofidis, Solutions Crédits | m.t.   |

## UCI World Tour
A Clássica de San Sebastián outorga pontos para o UCI WorldTour de 2016 para corredores de equipas nas categorias UCI ProTeam, Profissional Continental e Equipas Continentais. A seguinte tabela corresponde ao barómetro de pontuação:
| Posição   | 1.º | 2.º | 3.º | 4.º | 5.º | 6.º | 7.º | 8.º | 9.º | 10.º |
| Pontuação | 80  | 60  | 50  | 40  | 30  | 22  | 14  | 10  | 6   | 2    |

| Posição | Ciclista           | Equipa             | Pontos |
| ------- | ------------------ | ------------------ | ------ |
| 1.º     | Bauke Mollema      | Trek-Segafredo     | 80     |
| 2.º     | Tony Gallopin      | Lotto Soudal       | 60     |
| 3.º     | Alejandro Valverde | Movistar           | 50     |
| 4.º     | Joaquim Rodríguez  | Katusha            | 40     |
| 5.º     | Greg Van Avermaet  | BMC Racing         | 30     |
| 6.º     | Gianluca Brambilla | Etixx-Quick Step   | 22     |
| 7.º     | Simon Yates        | Orica-BikeExchange | 14     |
| 8.º     | Tom Slagter        | Cannondale-Drapac  | 10     |
| 9.º     | Nicolas Roche      | Sky                | 6      |
| 10.º    | Dries Devenyns     | IAM                | 2      |

Ademais, também outorgou pontos para o UCI World Ranking (classificação global de todas as corridas internacionais).
| Posição   | 1.º | 2.º | 3.º | 4.º | 5.º | 6.º | 7.º | 8.º | 9.º | 10.º |
| Pontuação | 400 | 320 | 260 | 220 | 180 | 140 | 120 | 100 | 80  | 68   |

| Posição | Ciclista           | Equipa             | Pontos |
| ------- | ------------------ | ------------------ | ------ |
| 1.º     | Bauke Mollema      | Trek-Segafredo     | 400    |
| 2.º     | Tony Gallopin      | Lotto Soudal       | 320    |
| 3.º     | Alejandro Valverde | Movistar           | 260    |
| 4.º     | Joaquim Rodríguez  | Katusha            | 220    |
| 5.º     | Greg Van Avermaet  | BMC Racing         | 180    |
| 6.º     | Gianluca Brambilla | Etixx-Quick Step   | 140    |
| 7.º     | Simon Yates        | Orica-BikeExchange | 120    |
| 8.º     | Tom Slagter        | Cannondale-Drapac  | 100    |
| 9.º     | Nicolas Roche      | Sky                | 80     |
| 10.º    | Dries Devenyns     | IAM                | 68     |